# بوکرام
بوکرام (به عربی: بوکرام) یک شهرداری در الجزایر است که در استان بویره واقع شده‌است. بوکرام ۶٬۲۷۵ نفر جمعیت دارد.